# Rolf Dautzenberg
Rolf Dautzenberg (* 6. Februar 1945 in Mönchengladbach; † 21. Juli 2005 in Essen) war ein deutscher Trabrennsportler. Dautzenberg erzielte in seiner Laufbahn über 5.000 Siege und war neben Heinz Wewering der wohl profilierteste Fahrer der Gegenwart.

## Leben
Der gelernte Elektriker Rolf Dautzenberg war einer der erfolgreichsten und populärsten deutschen Trabrennsportler. In seiner langen Karriere ging er 18.861-mal an den Start, gewann dabei 5.318-mal und erreichte 6.642 Platzierungen. Seine größten Erfolge feierte er als Europameister 1976 sowie 1995 mit Pik König und 1996 mit General November als Gewinner des Deutschen Traber-Derbys in Berlin. Er war 1975 und 1976 der letzte Berufsfahrer-Champion in Deutschland vor der  Wewering-Ära. Von ihm gefahrene und betreute Pferde liefen seinerzeit fast 53 Millionen Mark ein. Wegen seiner Fahrkünste im Sulky wurde ihm der Spitzname „Atom-Rolf“ verliehen.
Nach dem Ende seiner Karriere 2001 hatte er starke gesundheitliche Probleme und konnte sich zeitweise nur noch im Rollstuhl fortbewegen. Dautzenberg starb im Klinikum Essen aufgrund von Komplikationen nach einer Lungentransplantation, der er sich am 7. Juni 2005 unterzogen hatte.